# ICCROM

ICCROM-Mitgliedsstaaten

Das ICCROM (englisch International Centre for the Study of the Preservation and Restoration of Cultural Property, deutsch Internationale Studienzentrale für die Erhaltung und Restaurierung von Kulturgut) ist eine zwischenstaatliche Organisation mit Sitz in Rom, die sich der Denkmalpflege von Weltkulturerbe-Stätten mittels Training, Information, Forschung, Zusammenarbeit und Förderprogrammen widmet. Das Ziel ist die Förderung der denkmalpflegerischen Restaurierung und die Stärkung des Bewusstseins für die Wichtigkeit und Fragilität des Kulturerbes.
Die Gründung der Studienzentrale erfolgte auf der Basis eines Antrags während der UNESCO-Generalversammlung, die 1956 in Neu-Delhi stattfand. Drei Jahre später wurde sie in Rom angesiedelt. Derzeit hat das ICCROM 137 Mitgliedsstaaten.

## Aufgabe
Das Aufgabengebiet von ICCROM definiert sich aus einer Reihe von Statuten, welche kurz vor der Gründung der Organisation festgelegt wurden (Überarbeitung: 25. November 2009).
Art. 1 (Zielsetzung und Aufgaben)
Die Internationale Studienzentrale für die Erhaltung und Restaurierung von Kulturgut, nachfolgend genannt „ICCROM“, soll weltweit zur Weiterentwicklung der Konservierung und Restaurierung von Kulturgut beitragen durch Anregung, Weiterentwicklung, Förderung und Verbesserung der Rahmenbedingungen für Konservierung und Restaurierung. ICCROM soll insbesondere die folgenden Funktionen ausführen:
1. Beitragen zur Sammlung, Studium und Verbreitung von Information, rund um wissenschaftliche, technische und ethische Themen der Konservierung und Restaurierung von Kulturgütern
2. Beitragen zur Koordinierung, Anregung und Einführung von Forschungsprojekten auf diesem Gebiet, insbesondere durch Beauftragung von Institutionen oder Experten, Veranstaltung von internationalen Tagungen, Veröffentlichung (von Lernmaterial) und Förderung des Austauschs unter Fachleute.
3. Beratende Funktion haben und Empfehlungen aussprechen in generellen oder spezifischen Fragen im Bereich der Restaurierung und Konservierung von Kulturgut
4. Die Fachausbildung im Bereich Denkmalpflege und Restaurierung von Kulturgut fördern, weiterentwickeln und anbieten um die Standards in Denkmalpflege und Restaurierung anzuheben
5. Beitragen zur Förderung von Initiativen, die zu einem besseren Verständnis der Denkmalpflege und Restaurierung von Kulturgütern führen.

## Aktivitäten
ICCROM erfüllt seine Aufgaben durch Aktivitäten in folgenden Tätigkeitsbereichen: Ausbildung, Verbreitung von Information, Forschung, Kooperation und Advocacy.

### Ausbildung
Die Organisation leistet einen Beitrag zum Aufbau von Kapazitäten durch die Entwicklung von Ausbildungsmaterial, durch ein weltweites Angebot an Schulungen, sowie durch die Vergabe von Praktika und Stipendien. Seit 1965 bietet die Organisation Fortbildungskurse für Fachkräfte zu einer Vielzahl von Themen an, wie z. B. Konservierung archäologischer Grabungsstätten, Dokumentation und Bestandsaufnahme in der Archäologie, Konservierung und Erhaltung von Bausubstanz, Beiträge zur Entscheidungsfindung in der Denkmalpflege, Management von Kulturgütern, präventive Konservierung in Museen und Risikomanagement für gefährdete Sammlungen. Weitere Ausbildungskurse fokussieren auf spezifischen Materialien wie beispielsweise Stein, Holz oder audiovisuelle Materialien und wieder andere konzentrieren sich auf regionalspezifische Aspekte, wie beispielsweise auf Denkmalpflege im arabischen Raum oder in Südostasien.

### Information
Die Bibliothek der Organisation ist eine der weltweit führenden Informationsquellen für Denkmalpflege und Restaurierung von Kulturgütern. Sie umfasst mehr als 120,000 registrierte Quellenangaben und 1.800 Fachzeitschriften in mehr als 60 Sprachen. Darüber hinaus bewahrt das organisationseigene Archiv institutionelle Dokumente, welche bis in die Zeit vor der Gründung der Organisation zurückreichen sowie weit über 200.000 Abbildungen von Kulturgütern weltweit, die im Laufe der Ausbildungstätigkeit sowie der wissenschaftlichen Tätigkeit der Organisation, zusammengetragen worden sind. Die Website vermittelt ein flächendeckendes Angebot an Informationen zu Kursen, Aktivitäten, internationalen Events, Stellenangeboten und Ausbildungsmöglichkeiten im Bereich der Denkmalpflege und Restaurierung.

### Forschung
Die Organisation unterstützt ein umfangreiches Netzwerk von Fachleuten und Einrichtungen im Bereich der Denkmalpflege, mit dessen Hilfe der Austausch im Rahmen von Tagungen und die Entwicklung gemeinsamer Ansätze und Methodologie organisiert und koordiniert werden können. Ferner fördert die Organisation die Festlegung von ethischen Grundlagen sowie die Aufstellung von Kriterien und technischen Normen im Bereich der Konservierungspraxis. Das hauseigene Labor ist ebenfalls ein Orientierungspunkt und stellt eine Ressource für Fachleute, Kursteilnehmer, Praktikanten und Stipendiaten der Organisation dar.

### Zusammenarbeit
Die Organisation führt alle Aktivitäten in Zusammenarbeit mit einer großen Anzahl von institutionellen und professionellen Partnern durch. Ferner profitieren ICCROM Mitgliedstaaten von gemeinsamen Projekten, Training und technischer Beratung.

### Advocacy
Die Organisation verbreitet Unterrichtsmaterial und organisiert Workshops und Konferenzen, die zur Sensibilisierung und Unterstützung der Denkmalpflege seitens der Öffentlichkeit beitragen sollen.

## Geschichte
Das Ende des Zweiten Weltkriegs brachte die Notwendigkeit mit sich, Denkmäler und andere Kulturgüter die entweder beschädigt oder zerstört worden waren, wieder aufzubauen. Im selben Zeitraum ließen viele Länder ihre koloniale Vergangenheit hinter sich und strebten danach sich zu industrialisieren, ihre kulturelle Identität zurückzugewinnen und neu zu definieren und begannen Fachleute für die Erhaltung des Kulturguts auszubilden.
Auf internationaler Ebene mangelte es an einem zusammenhängenden Ausbildungsangebot sowie an anerkannten Institutionen, die den einzelnen Nationen bei Wiederaufbau und Schutz ihres Kulturerbes behilflich sein konnten. Aus diesem Grund legte die Vertretung der Schweizer Regierung 1951, während der sechsten Sitzung der UNESCO Generalversammlung, einen Antrag vor, in dem die Einrichtung eines Internationalen Zentrums vorgeschlagen wurde, mit dem Ziel das Studium der Konservierung anzuregen und das Bewusstsein für Konservierungs- und Restaurierungsmethoden auf globaler Ebene zu festigen. Nach Verabschiedung der Resolution (Beschlussfassung) wurde ein Ausschuss von Experten einberufen, der die Rolle und Funktion dieser Institution bestimmen sollte. In der Broschüre die zum 10. Jahrestag der Gründung des Zentrums erschien („The First Decade 1959-1969“, Seiten 12–13), erklärte Hiroshi Daifuku von der Abteilung für Entwicklung des Kulturerbes der UNESCO (Section for the Development of the Cultural Heritage, UNESCO):
Georges Henri Rivière (damals Direktor von ICOM wurde zum Vorsitzenden eines Unterausschusses des Internationalen Ausschusses für Denkmäler der UNESCO ernannt, der sich mit der Gründung des Zentrums beschäftigte. Im Laufe der Erörterung der Vorschläge zur Funktion des Zentrums 25. September 1953) wurde in Betracht gezogen, dass ein solches Organ zum Beispiel:
1. wesentliche Probleme der Denkmalpflege, wie beispielsweise das Problem der Beleuchtung von Kunstwerken lösen könnte;
2. an eine große Zahl von Spezialisten aus verschiedenen Ländern appelliere;
3. denjenigen Ländern, die nicht über Konservierungslabore verfügen mit Informationen zur Seite stehen könne;
4. sich mit Problemen der Denkmalpflege beschäftigen könne,
5. die fachspezifische Forschung koordinieren könne und aus der Tatsache heraus, über eine höhere moralische Autorität zu verfügen, ungenügend ausgebildete Fachkräfte davon abhalten könne, unsachgemäße Restaurierungen wichtiger Kunstwerke durchzuführen.

Diese Aufgaben bildeten die Grundlage für die Satzung des Zentrums. 1956, anlässlich der Neunten Sitzung der UNESCO-Generalkonferenz in Neu-Delhi wurde die Resolution gefasst. 1957 wurde ein Abkommen zwischen der Regierung der Italienischen Republik und der UNESCO unterzeichnet besagtes Zentrum in Rom zu gründen.
Mit Beitritt von fünf Mitgliedsstaaten im Jahr 1958 trat die Satzung in Kraft, damit wurde das Zentrum zum selbstständigen Rechtsträger. Es begann eine Zusammenarbeit mit (anderen) europäischen Konservierungs- und Restaurierungsinstituten, namentlich mit dem Istituto Centrale per il Restauro (ICR, heute ISCR, zentrales Restaurierungsinstitut) in Italien und dem Royal Institute for Restoration of Works of Art (KIK-IRPA) in Belgien. UNESCO berief einen vorläufigen Rat zur Leitung des Zentrums ein, die Eröffnung fand 1959 in Rom statt, unter der Direktion von Harold J Plenderleith, dem renommierten Kurator des British Museums. Der belgische Kunsthistoriker, Paul Philippot wurde zum stellvertretenden Direktor ernannt und die erste Generalversammlung trat 1960 zusammen, in deren Verlauf die ersten regulären Ratsmitglieder gewählt wurden.

### Timeline
Auflistung der wichtigsten Ereignisse in der Geschichte von ICCROM:
- 1956 – UNESCO Generalversammlung entscheidet über die Gründung einer Denkmalpflegeorganisation
- 1957 – Unterzeichnung einer Vereinbarung zwischen der UNESCO und Italien zur Gründung des Zentrums in Rom. Österreich wird erster Mitgliedsstaat.
- 1958 – Beitritt von fünf Mitgliedstaaten, das Zentrum wird zu einer selbstständigen Rechtsträger
- 1959 – Eröffnung des Zentrums in Rom unter der Direktion von, H.J. Plenderleith
- 1960 – Die erste Generalversammlung tritt zusammen.
- 1961 – Die Bibliothek wird eröffnet und zur führenden Quelle für Literatur im Fachbereich Konservierung und Restaurierung von Kulturgut.
- 1964 – Das Zentrum ist am Entwurf der Charta von Venedig sowie an der Rettung der Denkmäler im Niltal, einschließlich der Tempel von Abu Simbel, beteiligt.
- 1965 – Der erste Kurs zur Erhaltung des architektonischen Kulturguts Architectural Conservation (ARC) findet statt.
- 1966 – ICCROM koordiniert die erste internationale Reaktion auf die Überschwemmung in Florenz und Venedig.
- 1968 – Der erste Kurs zur Denkmalpflege von Wandmalerei Conservation of Mural Paintings (MPC) findet statt.
- 1971 – Paul Philippot wird Direktor und ändert den Namen von „Rome Centre“ in „International Centre for Conservation“ („Internationales Zentrum für Denkmalpflege“).
- 1972 – UNESCO bestätigt das Zentrum als Beratungsorgan der Welterbe Konvention.
- 1973 – Der erste Kurs zur Konservierungswissenschaft Conservation Science (SPC) findet statt.
- 1975 – Der erste Kurs zur Präventiven Konservierung in Museen Preventive Conservation in Museums findet statt.
- 1976 – Der erste Kurs zur Konservierung von Stein Stone Conservation findet in Venedig statt. Im Anschluss an das Erdbeben im Friaul Italien werden Rettungsarbeiten unternommen,
- 1977 – Bernard M. Feilden wird zum Direktor ernannt, und ändert den Namen des Zentrums in ICCROM.
- 1981 – Der türkische Archäologe Cevat Erder wird Direktor.
- 1982 – Einführung des Technical Assistance Programme (Programms zur technischen Unterstützung): anfänglich werden kleinere Mengen an Ausrüstungsgegenständen und Zubehör, didaktische Materialien, Konservierungsliteratur, Jahresabonnements für Fachzeitschriften zur Denkmalpflege und Fotokopien an öffentliche Institutionen und gemeinnützige Organisationen vergeben.
- 1985 – Im Rahmen des PREMA-Programms PREvention of Museums in Africa werden Regionalprogramme als Long-Term Incentive für die Ausbildung von afrikanischen Fachleuten in präventiver Denkmalpflege eingerichtet.
- 1986 – ICCROM erhält den Aga Khan Preis für Architektur für die Erhaltung der Al-Aqsa Moschee in Jerusalem.
- 1988 – Der polnische Architekt Andrzej Tomaszewski wird zum Direktor ernannt. Der erste Kurs zur Konservierung von Holz Wood Conservation findet in Trondheim, Norwegen, statt.
- 1991 – Die Kampagne Media Save Art (Medien retten die Kunst) läuft an; ihr Ziel ist die Sensibilisierung von Schulkindern im Hinblick auf die Fragilität des Kulturerbes.
- 1992 – Marc Laenen, belgischer Museumsdirektor und Kunsthistoriker, wird zum Generaldirektor ernannt.
- 1993 – Das NAMEC Programm für Training in Konservierung von Kulturgut in den Maghreb Ländern läuft an. ICCROMs satzungsgemäße Aufgaben werden überarbeitet, um advocacy mit einzuschließen.
- 1994 – ICCROM wird vernetzt. Das PREMO Programm für die Denkmalpflege im Pazifik wird eingerichtet. In Japan wird das Nara Dokument über Authentizität entworfen.
- 1995 – Das Projekt Integrated Territorial and Urban Conservation (ITUC)- (Integrierte Regionale und Städtische Denkmalpflegeprogramm) läuft an.
- 1996 – Der erste Pan American Course on the Conservation and Management of Earthen Architectural and Archeological Heritage PAT Kurs (panamerikanischer Kurs über Denkmalpflege und die Pflege von Erdstrukturen und des archäologischen Erbes) findet an der archäologischen Grabungsstätte Chan Chan in Trujillo, Peru statt.
- 1997 – Einweihung des Dr. Harold J. Plenderleith gewidmetem Labors (ICCROM-Hauptsitz).
- 1998 – Das AFRIKA 2009 Programm startet. In dessen Rahmen finden Ausbildungskurse zur Denkmalpflege von immobilem Kulturgut in den Regionen Afrikas südlich der Sahara statt. Ferner wurde eine Vereinbarung zwischen ICCROM und der Nationalen Universität von Benin unterzeichnet, aus der die Gründung von EPA (Ecole du Patrimoine Africain) hervorging.
- 1999 – Der erste Kurs Conservation of Urushi Kurs für die Konservierung von Urushi (traditionelle Japanische Lackkunst) findet statt.
- 2000 – Beschluss der Riga Charta in Riga, Lettland am 23. und 24. Oktober 2000 anlässlich der von ICCROM in die Wege geleiteten Regionalkonferenz über Authentizität und Historische Rekonstruktion in Bezug auf Kulturerbe
- 2000 – Der britische Archäologe und Dozent der Denkmalpflege Nicholas Stanley-Price wird zum Generaldirektor ernannt. Das Programme for Museum Development (PMDA, Programm für Museumsentwicklung, jetzt CHDA) beginnt in Mombasa, Kenia.
- 2002 – Das Praktikanten- und Stipendiatenprogramm wird etabliert. Der erste Sharing Conservation Decisions Kurs (Erfahrungsaustausch über Entscheidungen zur Denkmalpflege) wird durchgeführt.
- 2003 – ICCROM startet eine Reihe von Diskussionsforen in Rom, im Zweijahresrhythmus; das erste, Living Religious Heritage, bezieht sich auf Lebendigen Religiösen Kulturerbe. Der erste Kurs zur Dokumentation des architektonischen Kulturerbes, Architectural Records, Inventories, and Information Systems for Conservation (ARIS) beginnt.
- 2004 – Die Programme ATHAR Denkmalpflege von Kulturerbe im arabischen Raum und CollAsia 2010 Konservierung von mobilem Kulturgut in Südostasien werden ins Leben gerufen.
- 2005 – Der erste Kurs Reducing Risks to Collections (Risikominderungen für Sammlungen) findet in Rom statt.
- 2006 – Der algerische Archäologe und stellvertretende Direktor für Kultur bei der UNESCO, Mounir Bouchenaki, wird zum Generaldirektor ernannt. ICCROM begeht den 50. Jahrestag des Beschlusses der Generalkonferenz zur Gründung des Zentrums.
- 2007 – Der erste Kurs Safeguarding of Sound and Image Collections (SOIMA) (Schutz von Ton- und Bildträgersammlungen) findet in Rio de Janeiro, Brasilien statt. Der erste Kurs zur Konservierung von Baudenkmälern, Conservation of Built Heritage (CBH) findet in Rom statt. Es handelt sich dabei um eine Weiterentwicklung des ARC Kurses.
- 2008 – Das LATAM Programm für Denkmalpflege in Lateinamerika und in der Karibik wird ins Leben gerufen.
- 2009 – Das AFRICA 2009 Programm endet. ICCROM feiert 50-jähriges Bestehens.
- 2010 – Das CollAsia 2010 Programm endet. CollAsia ermöglichte die Ausbildung von Fachkräften im Asien-Pazifik-Raum im Bereich Denkmalpflege beweglicher Kulturgüter und bewies wie wichtig es ist, die lokalen Gemeinschaften und das immaterielle Kulturgut in die Denkmalpflege mit einzubeziehen. Der erste Durchgang des Erste-Hilfe-Kurses für das Kulturerbe First Aid to Cultural Heritage (FAC) findet in Rom statt. Dieser von vielen Projektpartnern unterstützte Kurs wurde auch in Haiti nach dem Erdbeben durchgeführt und wurde seitdem in vielerlei Editionen weltweit angeboten.
- 2011 – Stefano De Caro, ein italienischer Archäologe, wird zum Generaldirektor von ICCROM ernannt. Entwicklung der RE-ORG Plattform in Zusammenarbeit mit UNESCO : sie bietet kleineren Museen Werkzeuge und Leitfäden für die Reorganisation ihrer Lagerbestände an.
- 2012 – Ein neues Programm für das Katastrophen und Risikomanagement Disaster Risk Management (DRM) wird eingeführt.
- 2013 – Das ICCROM Forum zur Wissenschaft in der Denkmalpflege findet im Oktober 2013 statt. Anlässlich des Forums kommen Fachleute der Denkmalpflege aus der ganzen Welt zusammen, um die Bedeutung der Wissenschaft der Denkmalpflege für die globale Tagesordnung zu erörtern.
- 2014 – ICCROM-ATHAR Regional Conservation Centre wird in Sharjah, VAE eingeweiht.
- 2015 – ICCROM setzt das kulturelle Erbe mit auf die Tagesordnung der Dritten Weltkonferenz zur Minderung des Kathastrophenrisikos (WCDRR), Sendai, Japan. Der FAC-Kurs findet vor Ort zur Unterstützung der Rettung von Kulturgütern nach der Erdbebenkatastrophe in Nepal statt.
- 2016 – Nach dem Erdbeben in Myanmar leistet ICCROM einen Beitrag durch capacity-building vor Ort in Bagan.

## Organisationsstruktur

ICCROM-Mitgliedsstaaten

Organe von ICCROM sind die Generalversammlung, der Exekutivrat und das Sekretariat.

### Generalversammlung
Die Generalversammlung setzt sich aus Delegierten aller Mitgliedsstaaten zusammen, die alle zwei Jahre in Rom zusammenkommen, um die Zielsetzung und allgemeine Richtlinien der Organisation zu bestimmen. Sie beschließt über die ihr vorgelegten Programme, genehmigt der Haushaltsplan und wählt die Mitglieder des Rates und den Generaldirektor
Die Generalversammlung genehmigt ebenfalls Berichte über das Arbeitsprogramm der Tätigkeiten des Rates und des Sekretariats, legt die Beiträge der Mitgliedstaaten fest und beschließt und überarbeitet die Satzung und Dienstvorschriften von ICCROM, falls erforderlich.

### Rat
Die Mitglieder des ICCROM-Rats werden weltweit unter den qualifiziertesten Experten aus dem Fachbereich der Denkmalpflege und Restaurierung gewählt. Bei der Wahl der Ratsmitglieder wird auf eine angemessene Repräsentation aller Kulturregionen der Welt geachtet und es werden relevante Spezialbereiche in Betracht gezogen.
Der Rat trifft sich jährlich in Rom.

### Sekretariat
Das Sekretariat setzt sich aus dem Generaldirektor und Mitarbeitern zusammen. Der Generaldirektor ist verantwortlich für die Durchführung der Aktivitäten im Rahmen der beschlossenen Programme. Die Mitarbeiter decken folgende Bereiche ab: immobiles Kulturgut (Denkmäler, archäologische Stätten, historische Städte etc.), mobiles Kulturgut (beispielsweise Museumssammlungen), Wissen und Kommunikation (Bibliothek, Archiv, Publikationen, Web), Labor, und die Sektoren Finanzen und Verwaltung.

## Mitgliedsstaaten
Das ICCROM hat 137 Mitgliedsstaaten (in Klammern der Beginn der Mitgliedschaft):
- Afghanistan (2010)
- Ägypten (1959)
- Albanien (1962)
- Algerien (1973)
- Andorra (1998)
- Angola (1992)
- Argentinien (1988)
- Armenien (2004)
- Aserbaidschan (2002)
- Äthiopien (1975)
- Australien (1975)
- Bahrain (2005)
- Bangladesch (2007)
- Barbados (1985)
- Belgien (1959)
- Benin (1986)
- Bolivien (2004)
- Bosnien und Herzegowina (2000)
- Botswana (2002)
- Brasilien (1964)
- Brunei (2005)
- Bulgarien (1960)
- Burkina Faso (1988)
- Costa Rica (2019)
- Chile (1981)
- Volksrepublik China (2000)
- Dänemark (1973)
- Deutschland (1964)
- Dominikanische Republik (1958)
- Ecuador (2003)
- Elfenbeinküste (1985)
- Estland (2001)
- Eswatini (2007)
- Finnland (1981)
- Frankreich (1964)
- Gabun (1961)
- Gambia (1999)
- Georgien (2001)
- Ghana (1959)
- Griechenland (1987)
- Guatemala (1975)
- Guyana (1999)
- Haiti (1992)
- Honduras (1964)
- Indien (1961)
- Iran (1972)
- Irak (2011)
- Irland (1986)
- Israel (1958)
- Italien (1960)
- Japan (1967)
- Jemen (2008)
- Jordanien (1958)
- Kambodscha (1961)
- Kamerun (1995)
- Kanada (1978)
- Katar (2012)
- Kenia (1998)
- Kolumbien (1971)
- Republik Kongo (1999)
- Republik Korea (1968)
- Kroatien (1993)
- Kuba (1971)
- Kuwait (1962)
- Laos (2006)
- Lesotho (2007)
- Lettland (2012)
- Libanon (1958)
- Libyen (1959)
- Litauen (1991)
- Luxemburg (1978)
- Madagaskar (1963)
- Malawi (2013)
- Malaysia (1966)
- Malediven (2012)
- Mali (2003)
- Malta (1965)
- Marokko (1958)
- Mauretanien (2009)
- Mauritius (1998)
- Mexiko (1961)
- Monaco (2007)
- Mongolei (2003)
- Montenegro (2007)
- Mosambik (2003)
- Myanmar (1987)
- Namibia (1998)
- Nepal (1969)
- Neuseeland (1987)
- Nicaragua (1971)
- Niederlande (1959)
- Nigeria (1961)
- Nordmazedonien (1993)
- Norwegen (1980)
- Oman (2003)
- Österreich (1957)
- Pakistan (1963)
- Paraguay (1973)
- Peru (1962)
- Philippinen (1983)
- Polen (1958)
- Portugal (1967)
- Rumänien (1960)
- Russland (2014)
- Ruanda (2004)
- Sambia (2003)
- Saudi-Arabien (2000)
- Schweden (1969)
- Schweiz (1959)
- Senegal (2006)
- Serbien (1959)
- Seychellen (2006)
- Simbabwe (1993)
- Slowakei (2000)
- Slowenien (1996)
- Spanien (1958)
- Sri Lanka (1958)
- Sudan (1960)
- Südafrika (2004)
- Syrien (1959)
- Tansania (2004)
- Thailand (1967)
- Togo (2005)
- Trinidad und Tobago (2007)
- Tschad (2000)
- Tschechien (1996)
- Tunesien (1969)
- Türkei (1969)
- Ukraine (2016)
- Ungarn (2017)
- Uruguay (2002)
- USA (1971)
- Venezuela (1989)
- Vereinigte Arabische Emirate (2010)
- Vereinigtes Königreich (1968)
- Vietnam (1972)
- Republik Zypern (1963)

## Generaldirektoren
- 1959–1971: Harold J. Plenderleith
- 1971–1977: Paul Philippot
- 1977–1981: Bernard M. Feilden
- 1981–1988: Cevat Erder
- 1988–1992: Andrzej Tomaszewski
- 1992–2000: Marc Laenen
- 2000–2005: Nicholas Stanley-Price
- 2006–2011: Mounir Bouchenaki
- 2012–2017: Stefano De Caro
- seit 2018: Webber Ndoro

## Die ICCROM-Auszeichnung
Seit 1979 wurde die ICCROM-Auszeichnung an Personen vergeben, die einen bedeutenden Beitrag für die Entwicklung der Institution geleistet haben und die sich besondere Verdienste im Bereich der Denkmalpflege, des Schutzes und der Restaurierung von Kulturgütern erworben haben. Dieser Preis wird alle zwei Jahre an einen oder zwei nominierte und durch den Rat gewählte Personen vergeben. Liste vorangegangener ICCROM-Preisträger in alphabetischer Reihenfolge.
- Om Prakash Agrawal – (1993)
- Italo C. Angle – (1984)
- Gräfin Agnes Ballestrem – (1995)
- Mounir Bouchenaki – (2000)
- Cesare Brandi – (1979)
- Giovanni Carbonara – (2017)
- Maurice Chehab – (1979)
- Paul Coremans – (1979)
- Hiroshi Daifuku – (1979)
- Abdel-Aziz Daoulatli – (2005)
- Guglielmo De Angelis d’Ossat – (1979)
- Vasile Dragut – (1990)
- Cevat Erder – (1997)
- Sir Bernard M. Feilden – (1995)
- Hans Foramitti – (1983)
- Albert France-Lanord – (1988)
- Piero Gazzola – (1979)
- Gaël de Guichen – (2001)
- Frédéric Gysin – (1979)
- Charles Gruchy – (1997)
- Tomokichi Iwasaki – (1986)
- Jukka Jokilehto – (2000)
- Marisa Laurenzi Tabasso – (2009)
- Raymond Lemaire – (1981)
- Johan Lodewijks – (1992)
- Zhou Lu – (2013)
- Stanislas Lorentz – (1979)
- Nils Marstein – (2009)
- Giovanni Massari – (1981)
- Katsuhiko Masuda – (2007)
- Laura Mora – (1984)
- Paolo Mora – (1984)
- Bruno Mühlethaler – (1988)
- Webber Ndoro – (2015)
- Colin Pearson – (2003)
- Paul Perrot – (1990)
- Paul Philippot – (1981)
- Harold J. Plenderleith – (1979)
- Gianfranco Pompei – (1979)
- Sir Norman Reid – (1983)
- Herb Stovel – (2011)
- Jean Taralon – (1984)
- Johannes Taubert – (1984)
- Garry Thomson – (1986)
- Agnes Timar-Balazsy – (2001)
- Giorgio Torraca – (1990)
- Gertrude Tripp – (1981)
- Giovanni Urbani – (1993)
- Arthur Van Schendel – (1979)